# Nikolay Chavkin
Nikolay Anatolyevich Chavkin (en russe, Николай Анатольевич Чавкин; né le 24 avril 1984 à Moscou) est un athlète russe, spécialiste du steeple.
Il participe aux Jeux olympiques de 2012 sans se qualifier pour la finale.